# Ободзинский, Валерий Владимирович
Вале́рий Влади́мирович Ободзи́нский (24 января 1942, Одесса, Украинская ССР, СССР — 26 апреля 1997, Москва, Россия) — советский и российский эстрадный певец (тенор), заслуженный артист Марийской АССР (1973).
В 1960—1970-х годах — популярный эстрадный певец в СССР. Первый исполнитель песен «Эти глаза напротив» (Д. Тухманов — Т. Сашко), «Восточная песня» (Д. Тухманов — О. Гаджикасимов), «Колдовство» (А. Флярковский — Л. Дербенёв), «Играет орган» (Д. Тухманов — М. Пляцковский), «Вечная весна» (Д. Тухманов — И. Шаферан), «Мираж» (А. Зацепин — Л. Дербенёв), «Твой день» (С. Касторский — В. Гин), «Первое апреля» (В. Мигуля — И. Шаферан) и др.

## Биография

### Детство
Валерий Ободзинский родился в семье поляка Владимира Ивановича Ободзинского и украинки Евгении Викторовны Казаненко в Одессе, на улице Петра Великого (ныне — Дворянская) 24 января 1942 года. Когда город был оккупирован немцами и румынами, маленького Валеру воспитывала бабушка Домна Кузьминична, работавшая дворничихой. Его дядя, который был тогда всего на три года старше Валерия, украл у немца колбасу, что вызвало гнев последнего. Немец чуть было не застрелил обоих мальчишек. 

### Юность
После школы Ободзинский сменил несколько рабочих профессий: работал кочегаром, натягивал пружины на матрасах, а также непродолжительное время проработал в артели, делая замки для мебели.
В 1959 году 17-летний Валера снялся в эпизоде художественного фильма «Черноморочка», куда его привели прямо с улицы. В фильме он исполнил роль музыканта оркестра.
В 1962 году на гастролях в Иркутске познакомился с Нелей Кучкильдиной. Она стала его женой и родила ему двух дочерей — Анжелу и Валерию.

### Музыкальная карьера и цензура
Началом его профессиональной карьеры стала Костромская филармония. Затем работал массовиком на пароходе «Адмирал Нахимов». После этого местом его работы стала Томская филармония, с концертами от которой он объездил всю Сибирь, а затем — и всю Россию. После Томской филармонии вновь вернулся в Костромскую филармонию, на этот раз солистом. Художественными руководителями на тот момент были Валентина Фёдоровна Макарова и её муж Валерий Иванович.
Во время одной из гастрольных поездок за рубеж Ободзинский познакомился с болгарским композитором Борисом Карадимчевым. Борис подарил артисту свою песню «Луна на солнечном берегу», и по просьбе Валерия О. Гаджикасимов написал для песни русский текст.
Первые пластинки Валерия Ободзинского вышли в 1966 году — сольный миньон «Валерий Ободзинский» с двумя песнями и 7 сборных альбомов («В. Ободзинский; Эстр. оркестр п. у. О. Лундстрема», «Музыкальный калейдоскоп (7-я серия)», «Эстрадный оркестр п/у О. Лундстрема», «Эстрадные песни», «Лирические песни», «Эстрадный оркестр п/у О. Лундстрема» и «Песни советских композиторов»).
В 1966—1967 годах работал в оркестре Олега Лундстрема.
В 1967 году отправился в двухмесячное гастрольное турне Омск — Красноярск — Томск — Хабаровск — Владивосток; концерты проходили с неизменным успехом. Тогда его узнала вся страна.
Рост популярности привёл к росту критики в официальных изданиях. Нередко его вырезали из киноконцертов и телевизионных записей «Новогодних огоньков».
С 1967 по 1972 год — солист Донецкой филармонии. В 1969 г. стал одним из первых советских эстрадных певцов, включивших в свой репертуар русскоязычную версию песни The Beatles ("Девушка").
В 1970 году вышла первая пластинка певца «Поёт Валерий Ободзинский».
Популярность Валерия Ободзинского в первой половине 1970-х годов была огромной, но, несмотря на это, вход на Центральное телевидение был для него закрыт после прихода в 1970 году на пост председателя Гостелерадио СССР Сергея Лапина. На телевидении постепенно перестали снимать таких исполнителей, как Вадим Мулерман, Майя Кристалинская, Аида Ведищева, Лариса Мондрус и других. Есть мнение, что Лапин убрал этих людей по антисемитским соображениям (у них имелись еврейские корни). Председатель причислил к таковым и Ободзинского, который, однако, евреем не являлся.
Предпринимались попытки предоставить возможность вновь выступить Ободзинскому на Центральном телевидении. После записи одного из «Голубых огоньков» Сергей Лапин произнёс фразу, ставшую впоследствии крылатой: «Немедленно уберите Градского!» Ему возразили: «Это не Градский, а Ободзинский». — «Тем более: нам одного Кобзона хватит!»
В 1973—1977 годах — сотрудничал с ВИА «Верные друзья».
По мнению музыкального журналиста Владимира Марочкина, главным хитом 1974 года была песня «Старый гриф» из американского кинофильма «Золото Маккенны», которую за кадром исполнил Валерий Ободзинский. На долгое время эта песня стала главной в репертуаре исполнителя. Специально для советского проката поэт Леонид Дербенёв написал русский текст для песни «Old Turkey Buzzard», которую в оригинале исполнял Хосе Фелисиано. Вера Дербенёва, жена Леонида Дербенёва, вспоминала, что Ободзинский жаловался ей, что его постоянно заставляют петь «Старый гриф» на бис по три раза за концерт.
Наряду с песнями Д. Тухманова («Эти глаза напротив», «Восточная песня», «Листопад», «Играет орган»), А. Зацепина («Мираж», «Сколько девчонок на свете», «Песня о первом прыжке», «Марш десантников»), Ободзинский знакомил советского слушателя с творчеством Леса Рида, Тома Джонса, Джо Дассена, Карела Готта, Демиса Руссоса, The Beatles.
Всё это, а также высокая трудоспособность, сделало Ободзинского кумиром советской публики, особенно женщин. Миллионные тиражи его грампластинок раскупались полностью и в короткие сроки после выпуска. Музыкальные критики отмечали творческий рост певца в начале 1970-х годов, расширение его репертуара.
Мы даём за 10 дней 14 концертов, аншлаг, плюс ещё процентов 20 продаём входных. Официальная концертная ставка у него была 13 рублей 50 копеек плюс всякие надбавки. В итоге получалось около 40 рублей за концерт. В зените своей славы Ободзинский зарабатывал в 10 раз больше секретаря обкома партии. Причём часть концертов оформлялась официально, а часть — из «фондов» местной филармонии. Конечно, такие вещи не поощрялись. Поэтому вместо звания заслуженного артиста РСФСР ему дали звание заслуженного артиста Марийской АССР.Администратор певца Павел Александрович Шахнарович
Дальнейшая творческая судьба певца сложилась неблагополучно. Стремление заработать в то время не приветствовалось, более того, пошли слухи, что певец очень недоволен своими доходами и собирается покинуть страну. Всё это привело к тому, что его выступления стали исключать из концертных и гастрольных программ. Попытка организовать гастроли в США также оказалась неудачной.

### Поздние годы
Артист употреблял много горячительных напитков и разнообразных обезболивающих (о чём сам говорил в интервью) и тратил на это много денег. Из-за этого часто срывал концерты. Поэтому в конечном итоге ему пришлось временно уйти со сцены.
В 1987 году Ободзинский полностью оставил сцену. Он развёлся с женой, работал сторожем на галстучной фабрике. Жил в незарегистрированном браке с одной из поклонниц, страдал алкоголизмом, профессиональным пением не занимался.
В начале 1990-х годов стараниями гражданской жены Анны Есениной Ободзинский почти поборол свои зависимости и возобновил творческую деятельность. Он записал альбом песен Александра Вертинского. В сентябре 1994 года в концертном зале «Россия» прошло первое выступление после многолетнего перерыва. Был аншлаг; после первой же песни зал взорвался аплодисментами — никто не мог поверить в то, что человек, прошедший через пьянство и наркотики, сумел сохранить в чистоте свой голос. Тогда же Ободзинский снялся в нескольких популярных телепередачах и дал несколько концертов в разных городах России. В одном из своих последних выступлений по телевидению в программе «Золотой шлягер» («Первый канал») Валерий Владимирович сказал: «Очень часто меня спрашивают: почему Вы так надолго исчезли? Творческая жизнь складывалась по-разному. Был момент, когда я достиг своего потолка. И понял: дальше не пустят. Надоело унижаться перед всеми: перед работниками телевидения, радио, которые с подачи сильных мира сего резали мои записи. Чиновники от культуры заявляли, что я пою не по-советски… Прошло время».
Ободзинский скончался 26 апреля 1997 года на 56-м году жизни в Москве от сердечной недостаточности. Похоронен на Кунцевском кладбище (участок № 10). 

Панихида состоялась в Центральном доме работников искусств, проститься с Ободзинским пришло около 300 человек, в том числе и коллеги покойного: Иосиф Кобзон, Лев Лещенко, Альберт Асадуллин.

Анна Есенина:

 «На гражданской панихиде в ЦДРИ не было конца речам о том, как все дружили с Валерой и как его любили. А там стояла на специальной подставке его фотография в рамке со стеклом. И вдруг она упала на пол и стекло со страшным грохотом разлетелось вдребезги. После этого все сразу заткнулись. Таким образом, Валера прекратил этот апофеоз уже оттуда, с небес».

Во время отпевания в храме священник сказал: «Умереть так, как он, мечтает каждый священнослужитель — он умер под Пасху. А это значит, что с него сняты все грехи».

## Исполнительский стиль
Голос Ободзинского — мягкий, приятный, деликатный, ласковый тенор. Репертуар — в основном любовная лирика. Пение Ободзинского всегда прочувствованное, страстное, горячее, порой до гротеска.
Феномен Ободзинского заключался в своеобразной, самобытной манере пения, чрезвычайно востребованной в 1970-е годы. Ободзинский серьёзно не учился пению, по существу он самородок, с чрезвычайно развитым от природы музыкальным чутьём и слухом.

## Популярные песни в исполненииВ. Ободзинского
- «Анжела» (Джино Паоли — русский текст Л. Дербенёва)
- «Аравийская песня» (сл. и муз. А. Вертинского)
- «Белые крылья» (В. Шаинский — В. Харитонов)
- «Вечная весна» (Д. Тухманов — И. Шаферан)
- «Вечный вальс» (Н. Богословский — И. Кохановский)
- «Восточная песня» (Д. Тухманов — О. Гаджикасимов)
- «Всё сбудется» (Лес Рид — русский текст О. Гаджикасимова)
- «Встреча» (А. Тартаковский — П. Леонидов)
- «Где же ты» (Роберт Уорд — русский текст О. Гаджикасимова)
- «Гимн маршалу Жукову» (Д. Галицкий, В. Огарков)
- «Гляжу в озера синие» (Л. Афанасьев — И. Шаферан)
- «Девушка» (Дж. Леннон — русский текст О. Гаджикасимова)
- «Дни бегут» (сл. и муз. А. Вертинского)
- «Дождь и я» (Р. Майоров — О. Гаджикасимов)
- «Дом за углом» (Э. Сломинский — О. Гаджикасимов)
- «Дорога» (Р. Майоров — В. Харитонов)
- «Дорога без конца» (И. Петренко — Я. Голяков)
- «Дремлет море в ночи» (Франческо Мальяччи — русский текст Л. Дербенёва)
- «Заблудились, видно, соловьи» (В. Орловецкий — Г. Меер)
- «Запоздалая любовь» (Э. Салихов — О. Гаджикасимов)
- «Засыпят листья» (В. Добрынин — В. Дюнин)
- «Зовёт Венера» (В. Мигуля — Л. Ошанин)
- «Играет орган» (Д. Тухманов — М. Пляцковский)
- «Карнавал» (К. Свобода — русский текст О. Гаджикасимова)
- «Колдовство» (А. Флярковский — Л. Дербенёв)
- «Листопад» (Д. Тухманов — В. Харитонов)
- «Лишь вчера» (Я. Френкель — И. Шаферан)
- «Луна на солнечном берегу» (Б. Карадимчев — Д. Стойчев)
- «Любимая, спи» (Д. Тухманов — Е. Евтушенко)
- «Любовь возвратится к тебе» (А. Нестеров — П. Леонидов)
- «Марш десантников» (А. Зацепин — Л. Дербенёв) — с ВИА «Ариэль»
- «Мелодия» (А. Пахмутова — Н. Добронравов)
- «Мечта» (Э. Артемьев — Н. Кончаловская)
- «Мечтается людям» (сл. и муз. А. Богословского)
- «Мираж» (А. Зацепин — Л. Дербенёв)
- «Настоящая любовь» (Джеймс Ласт — русский текст О. Гаджикасимова)
- «Наша магистраль» (Ю. Антонов — В. Дюнин)
- «Наше танго» (Я. Дубравин — В. Гин)
- «Небо моё» (А. Зацепин — Л. Дербенёв) — с вокальным квартетом «Улыбка»
- «Невозможно» (Б. Рычков — В. Харитонов)
- «Неотправленное письмо» (С. Мелик — О. Гаджикасимов)
- «О, жизнь моя, постой, не уходи» (сл. и муз. Т. Толстой) — романс
- «Одно и то же» (А. Днепров — В. Харитонов)
- «Олеандр» (С. Влавианос — русский текст О. Гаджикасимова)
- «Первое апреля» (В. Мигуля — И. Шаферан)
- «Песня о первом прыжке» (А. Зацепин — Л. Дербенёв) — в сопровождении ВИА «Ариэль»
- «Подожди» (С. Мелик — О. Гаджикасимов)
- «Пойми меня» (Н. Богословский — И. Кохановский)
- «Последние астры» (Музыка и слова Валерия Белянина)
- «Последнее письмо» (А. Вертинский — С. Есенин)
- «Прощай» (И. Матета — Л. Дербенёв)
- «Русское поле» (Я. Френкель — И. Гофф)
- «Синеокая бездна» (И. Матета — Л. Дербенёв)
- «Сколько девчонок на свете» (А. Зацепин — Л. Дербенёв) — с вокальным квартетом «Улыбка»
- «Снился мне сад» (В. Борисов — Е. Дитерихс)
- «Солнце не спит» (Э. Шварц — О. Гаджикасимов)
- «Спасибо тебе, море» (С. Терентьев — О. Гаджикасимов)
- «Старый гриф-стервятник» (К. Джонс — русский текст Л. Дербенёва) — из к/ф «Золото Маккенны»
- «Так и будет» (Б. Ренский — П. Леонидов)
- «Только „Да“» (Б. Ренский — П. Леонидов)
- «То, что я должен сказать» (сл. и муз. А. Вертинского)
- «Ты меня забыла» (В. Дмитриев — М. Рябинин)
- «Ты мне встретишься» (П. Изотов — О. Гаджикасимов)
- «Ты успокой меня» (сл. и муз. А. Вертинского)
- «Фиалки» (П. Бюль-Бюль оглы — О. Гаджикасимов)
- «Что нам остаётся от любви» (Д. Тухманов — Д. Иванов)
- «Что-то случилось» (Т. Попа — М. Блок, русский текст Д. Иванова)
- «Эти глаза напротив» (Д. Тухманов — Т. Сашко)
- «Я возвращаюсь домой» (А. И. Островский)
- «Я люблю тебя всегда» (А. Пахмутова — Н. Добронравов)
- «Я ревную тебя» (Н. Богословский — А. Поперечный)

## Дискография
Дискография:

### Виниловые грампластинки
- LP
  - Поёт Валерий Ободзинский (1970)
  - Валерий Ободзинский поёт песни Никиты Богословского (миньон, 1975)
  - Любовь моя — песня (1975)
  - Эти глаза напротив (две разные пластинки, 1992—1993)
  - Поёт Валерий Ободзинский (2023, Мелодия — MEL LP 0106)[23]
  - Эти глаза напротив (2024, Бомба Мьюзик — BoMB 033-1009).
- SP, в том числе гибкие грампластинки
  - 1967 (две разные пластинки)
  - 1969 (две разные пластинки)
  - 1970 (две разные пластинки)
  - 1971
  - 1973
  - 1974
  - 1975
  - 1978

- Песни в сборниках

- - Песни советских композиторов (1969)
  - Песни Д. Тухманова (1970)
  - Песни Александра Зацепина (1973)
  - Песни советских композиторов (1974)
  - Разговор со счастьем (1974)
  - Эта весёлая планета (1974)
  - Песни Юрия Саульского (1974)
  - Песни Никиты Богословского (1975)
  - С Новым годом (1975)
  - Песни Никиты Богословского (1975)
  - Песни Игоря Шаферана (1976)
  - Песни на стихи Наума Олева (1976)
  - Песни А. Зацепина из кинофильма «Между небом и землёй» (1976)
  - Андрей Богословский — музыка и стихи (1976)
  - Белые крылья (1976)
  - Тем, кто влюблён (1976)
  - Фотографии любимых (1976).

### CD
- Карнавал любви (1994)
- Колдовские ночи (1995)
- Дни бегут. Александр Вертинский в творчестве Валерия Ободзинского (1995)
- Неотправленное письмо (1995)
- Эти глаза напротив (1995)
- Запоздалая любовь (1998)
- Валерий Ободзинский. Золотые Шлягеры 60-70-х гг. (1999)
- Колдовские ночи (1999)
- Валерий Ободзинский. Лучшие песни (2 CD, 2001).
- Всё сбудется. Избранное (2003).
- Валерий Ободзинский. Золотая коллекция ретро (2 CD, 2004)
- Валерий Ободзинский. Вечная весна (2006)
- Валерий Ободзинский. Встреча (2006)
- Валерий Ободзинский. Белые крылья (2006)
- Валерий Ободзинский. Колдовство (2006)
- Валерий Ободзинский. Спасибо за любовь (2006)
- Валерий Ободзинский. Золото Маккенны (2006)
- Валерий Ободзинский. Песни А. Н. Вертинского (2006)
- Валерий Ободзинский. Мираж (концерт) (2006)
- Валерий Ободзинский. Эти глаза напротив (концерт) (2006)
- Валерий Ободзинский. Золотая коллекция (2 CD, 2008)

### Цифровое издание
- Поёт Валерий Ободзинский (2023, Мелодия — MEL CO 1292)[24]

## Фильмография
Актёр
- 1959 — «Черноморочка» — музыкант джазового оркестра (эпизод)

Закадровый вокал:
- 1969 — «Золото Маккенны»
- 1971 — «Большой янтарь»
- 1971 — «Русское поле»
- 1972 — «Тайник у Красных камней»
- 1973 — «Эта весёлая планета»
- 1973 — «Я встретил вас»
- 1973 — «Под шорох шин»
- 1973 — «Молчание доктора Ивенса»
- 1975 — «Между небом и землёй»
- 1975 — «Призвание»
- 1976 — «Моё дело»
- 1978 — «Весенняя мелодия»
- 1978 — «Кот в мешке»

## Память
- 24 сентября 2002 года состоялась закладка именной Звезды Валерия Ободзинского в Москве на «Площади Звёзд» у ГЦКЗ «Россия»[источник не указан 3708 дней].
- В 2009 году в Одессе образован Клуб ретро-эстрады имени Валерия Ободзинского[25].
- 8 сентября 2009 года в Одессе на улице Дворянской, дом № 33, в память об артисте открыта мемориальная доска. Церемонию открыл неоднократно выступавший с В. Ободзинским на одной сцене Народный артист Украины Михаил Бакальчук[26].
- 1 июня 2012 года в Донецке на здании Донецкой областной филармонии была открыта памятная мемориальная доска (Валерий Ободзинский работал в филармонии с 1967 по 1972 год)[источник не указан 3708 дней].
- В 2014 году радиостанция «Серебряный дождь» включила альбом «Поёт Валерий Ободзинский» в перечень «50 культовых пластинок фирмы „Мелодия“»[11].
- В 2015 году в России снят телевизионный сериал «Эти глаза напротив», посвящённый Валерию Ободзинскому, где роль певца сыграл актёр Алексей Барабаш).
- Образ Валерия Ободзинского также отражён в последней серии российско-украинского телевизионного сериала «Красная королева», который вышел в 2015 году; роль певца сыграл актёр Сергей Чуб.
- В 2016 году, по результатам сделанных из России запросов поисковой системы «Яндекс», Валерий Ободзинский занял третье место в категории «Мужчины», уступив Дональду Трампу и Леонардо Ди Каприо[27].

- Документальный фильм «Украденная жизнь» (Первый канал, 2011);
- Документальный фильм «Валерий Ободзинский. „И ты простишь мне мой побег“» (Первый канал, 2015);
- Документальный фильм «Вот и свела судьба…» (анонс); снят к 80-летию со дня рождения Валерия Ободзинского (Первый канал, 2022).